# Doazon
Doazon település Franciaországban, Pyrénées-Atlantiques megyében. Lakosainak száma 184 fő (2022. január 1.). Doazon Arnos, Casteide-Cami, Castillon (Arthez-de-Béarn kanton), Pomps, Serres-Sainte-Marie és Lacq községekkel határos.

## Népesség
A település népességének változása:
| Lakosok száma | 197  | 195  | 193  | 186  | 186  | 182  | 178  | 181  | 184  |
|               | 2013 | 2015 | 2016 | 2017 | 2018 | 2019 | 2020 | 2021 | 2022 |